# Stazione di San Donà di Piave-Jesolo
La stazione di San Donà di Piave-Jesolo è una stazione ferroviaria a servizio della città di San Donà di Piave, posta sulla linea Venezia-Trieste. Serve inoltre la località balneare di Jesolo e l'intero comprensorio del Basso Piave.

## Storia
Nel 2009, in previsione della ristrutturazione dei servizi di cui al Sistema Ferroviario Metropolitano Regionale (SFMR) è stato attuato uno spostamento della stazione qualche centinaio di metri più a est in direzione Trieste.
Verso la fine del 2014 è stata annunciata la sostituzione dell'Apparato Centrale Elettrico a leve individuali con un moderno Apparato Centrale Elettrico a Itinerari (ACEI).

## Strutture ed impianti

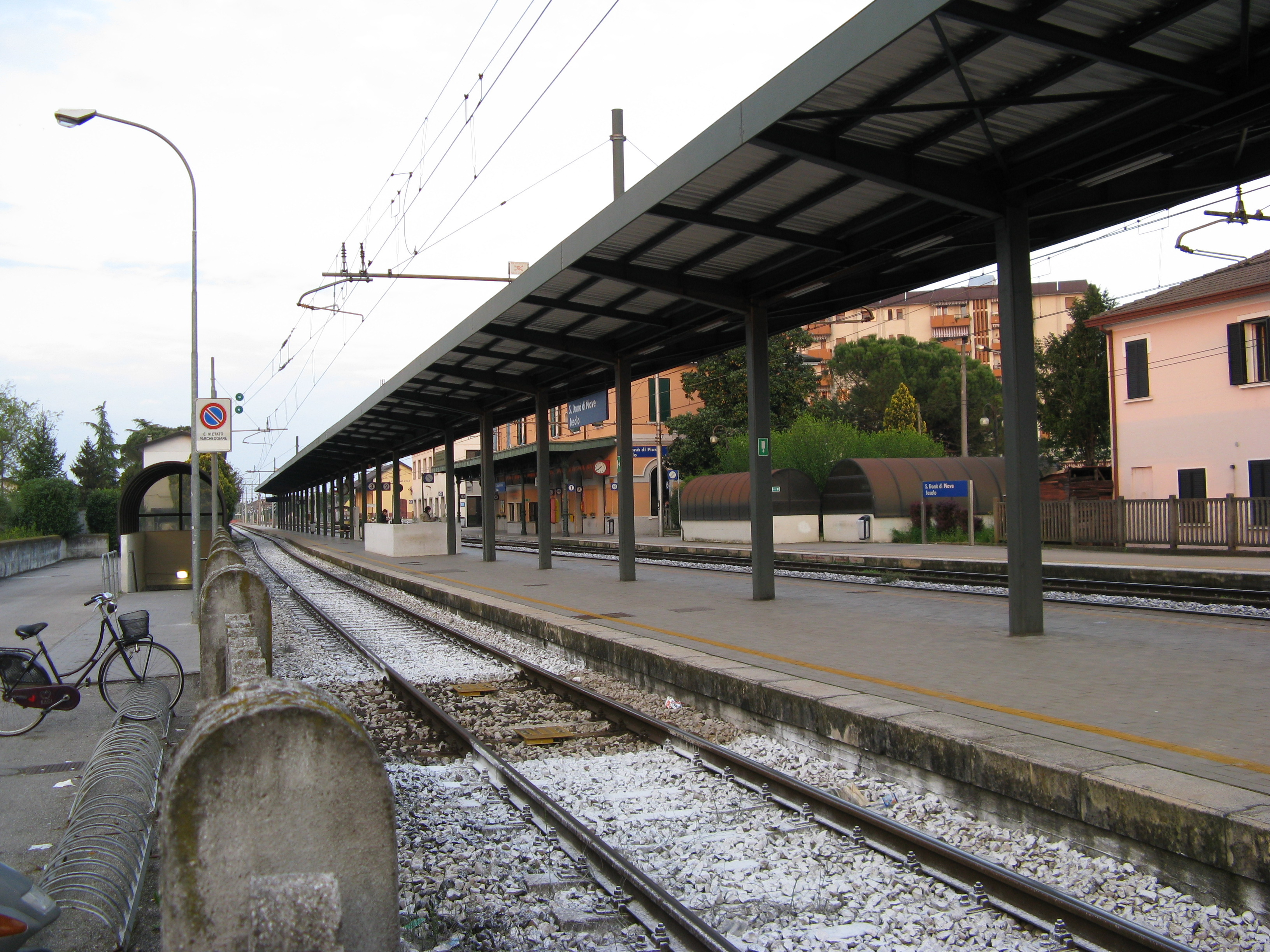
La stazione vista da via del Perer

Il piazzale è dotato di tre binari passanti; fino a qualche anno fa era presente uno scalo merci, la cui area è stata impiegata per un parcheggio, gestito dalla Metropark.
La circolazione dei treni viene gestita tramite un banco di manovra tipo ACEI, telecomandato dall'ACC di Venezia Mestre.
La stazione è dotata di un bar e di un servizio automatico di distribuzione di cibo e bevande. È presente una biglietteria con personale.

## Movimento

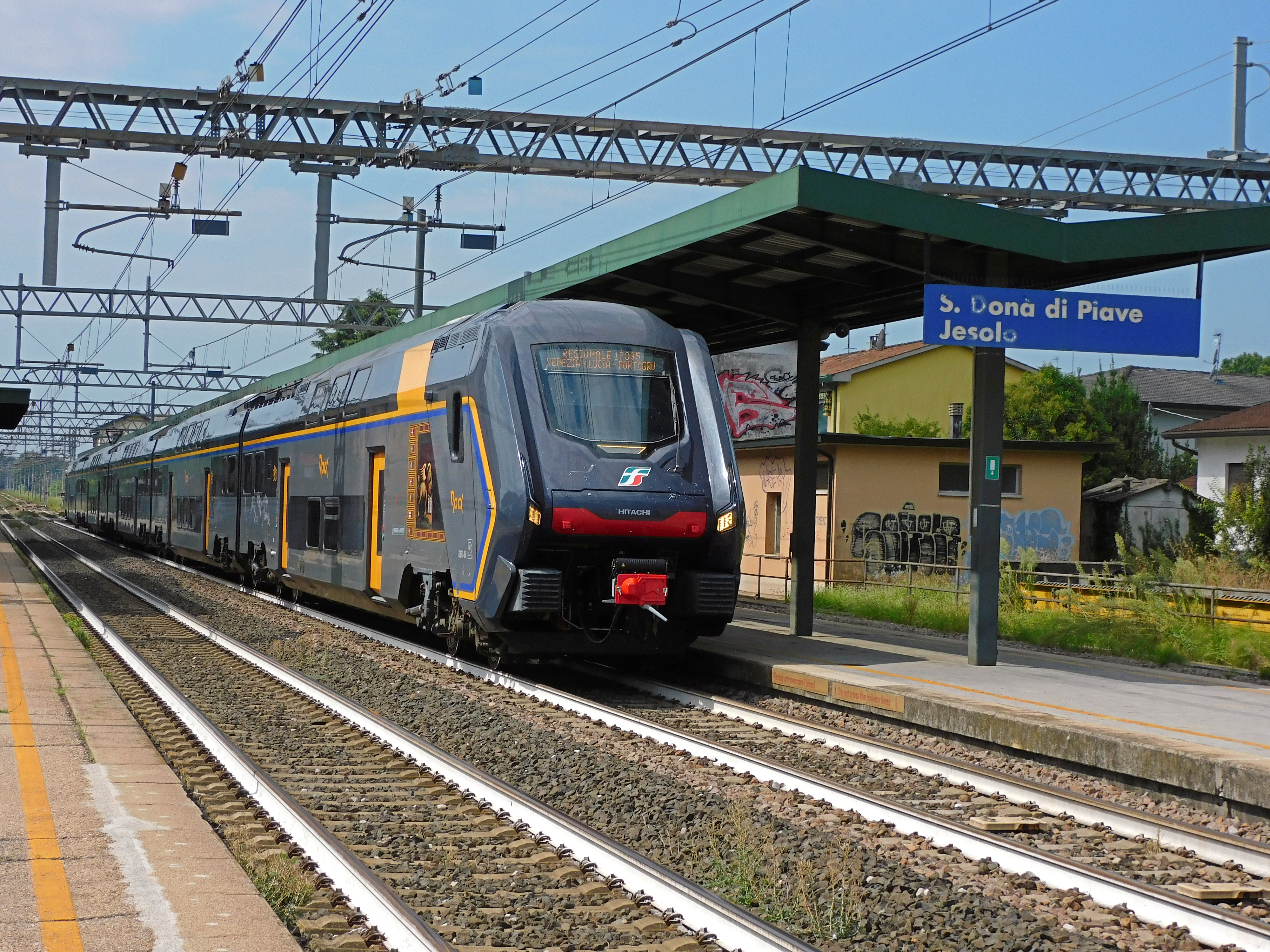
ETR 521.086 di Trenitalia in sosta sul secondo binario

La stazione è servita da treni regionali e regionali veloci operati da Trenitalia nell'ambito del contratto di servizio stipulato con la Regione Veneto, oltre che da InterCity, Frecciarossa e Italo.

## Servizi
- Biglietteria a sportello
- Biglietteria automatica
- Sala d'attesa
- Servizi igienici
- Bar

## Interscambi
- Stazione taxi
- Fermata autobus